# Юн Кён Син
Юн Кён Син (кор. 윤경신?, 尹京信?; род. 7 июля 1973 года, Сеул, Южная Корея) — известный южнокорейский гандболист. Выступает за сборную Южной Кореи и немецкий «Гамбург» с 2006 года под номером 77. Ранее (1996—2006) выступал за «Гуммерсбах».
Рекордсмен немецкой Бундеслиги по забитым мячам (2908 голов). 7 раз (рекорд) был лучшим бомбардиром Бундеслиги. Рекордсмен Бундеслиги по забитым мячам за сезон (324 гола в сезоне 2000/2001).
За сборную Южной Кореи провёл более 260 матчей. В 1995 и 1997 годах становился лучшим бомбардиром чемпионатов мира, забросив 86 и 62 мяча соответственно. До 2009 года 86 мячей было рекордом результативности на чемпионатах мира, пока этот результат не превысил македонец Кирил Лазаров (92 мяча).
В 2001 году был признан лучшим гандболистом мира. Это был второй случай в истории, когда кореец был признан лучшим гандболистом мира — в 1989 году этого сумел достичь Кан Джа Вон.
Младший брат Юн Кён Сина Юн Кён Мин (род. 1979) также является гандболистом и трижды выступал на Олимпийских играх (2000, 2004, 2008).